# Ratari (gmina miejska Obrenovac)
Ratari (cyr. Ратари) – wieś w Serbii, w mieście Belgrad, w gminie miejskiej Obrenovac. W 2011 roku liczyła 596 mieszkańców.